# (13599) Lisbon
(13599) Lisbon ist ein Asteroid des mittleren Hauptgürtels, der am 12. August 1994 von dem belgischen Astronomen Eric Walter Elst am La-Silla-Observatorium der Europäischen Südsternwarte in Chile (IAU-Code 809) entdeckt wurde. Sichtungen des Asteroiden hatte es vorher schon am 18. und 20. September 1990 unter der vorläufigen Bezeichnung 1990 SQ3 am Palomar-Observatorium in Kalifornien gegeben.
Nach der SMASS-Klassifikation (Small Main-Belt Asteroid Spectroscopic Survey) wurde bei einer spektroskopischen Untersuchung von Gianluca Masi, Sergio Foglia und Richard P. Binzel, bei der Asteroiden nach den Spektralklassen C, S und V unterteilt wurden, (13599) Lisbon den dunklen C-Asteroiden zugeteilt.
Die Umlaufbahn des Asteroiden um die Sonne hat mit 0,2469 eine hohe Exzentrizität.
(13599) Lisbon wurde am 22. Februar 2016 nach Lissabon benannt, der Hauptstadt Portugals. Lisbon ist der englischsprachige Name der Stadt. Schon 1979 war ein Marskrater nach Lissabon benannt worden: Marskrater Lisboa.